# Torsviken
Torsviken är en bebyggelse i Krokeks socken i Norrköpings kommun. Från 2023 avgränsar SCB här en småort.